# Игоревская
Игоревская — станция как населённый пункт в Холм-Жирковском районе Смоленской области России. 
Административный центр Игоревского сельского поселения. 
Находится при железнодорожной станции Игоревская.
Население — 1961 жителей (перепись 2010 года); 2368 жителей (2007 год).

## География
Расположена в северной части области, на железнодорожной ветке Дурово-Владимирский Тупик, в 13 км к юго-западу от Холм-Жирковского.

## История
Станция начала своё существование как лесопилка графа Уварова.
В 1942—1943 годах в районе станции формировались и действовали партизанские отряды «За Родину» и им. Котовского. Вадинские и Калыгинские леса.
15 ноября 2009 года состоялось освящение церкви Всех Святых В России Просиявших (архитектор Н. Б. Васнецов).

## Инфраструктура
- ОАО «Игоревский деревообрабатывающий комбинат».
- ООО «Смоленская фанера».
- отделение почтовой связи.
- больница
- железнодорожная станция Игоревская.

## Достопримечательности
- Обелиск на братской могиле 31 воина Советской Армии, погибшего в 1941—1943 гг.

## Фотогалерея

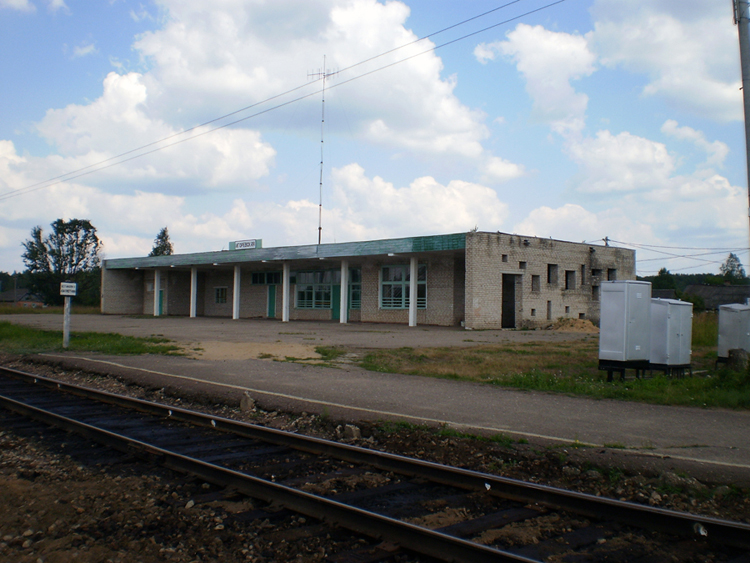
Железнодорожная станция «Игоревская»
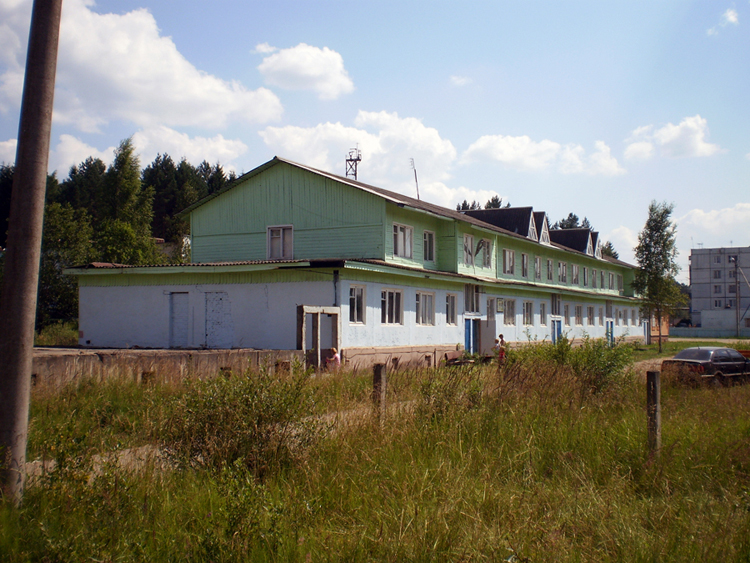
Игоревская участковая больница
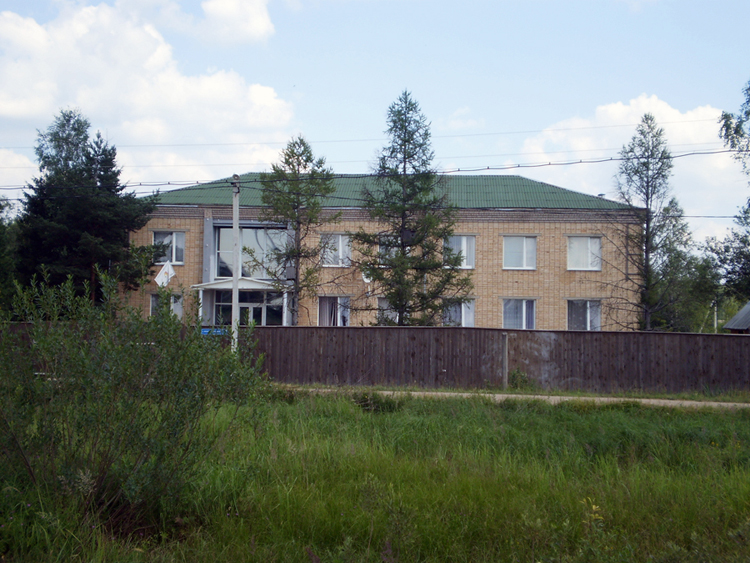
Гостиница Игоревского ДОК
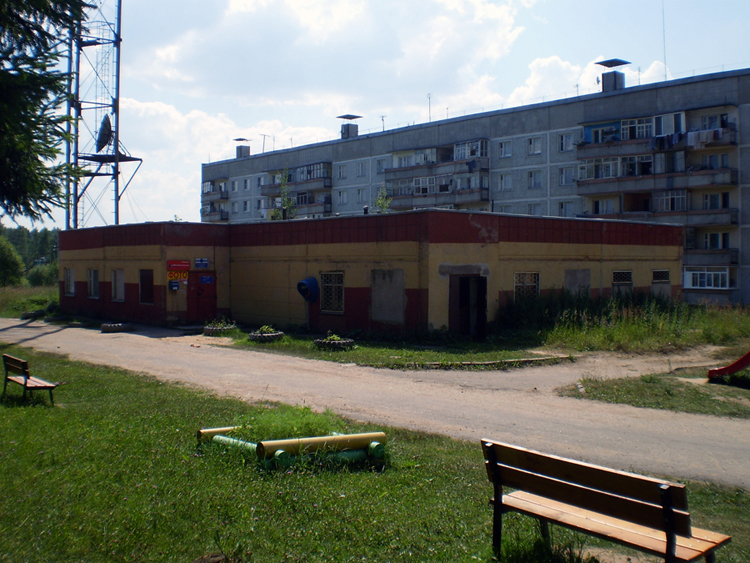
Здание отделения связи на ул. Южной